# Hodně štěstí, Charlie (2. řada)
Druhá řada televizního seriálu Hodně štěstí, Charlie je pokračování první řady téhož seriálu. Má celkem 30 dílů, které byly uvedeny americkou televizní stanicí Disney Channel v premiéře od 20. února 2011 do 27. listopadu téhož roku. Díly nebyly vysílány podle pořadí produkce.

## Přehled řady
| Řada | Řada | Díly | USA            | USA                | ČR            | ČR                 |
| Řada | Řada | Díly | Premiéra řady  | Finále řady        | Premiéra řady | Finále řady        |
| ---- | ---- | ---- | -------------- | ------------------ | ------------- | ------------------ |
|      | 2    | 30   | 20. února 2011 | 27. listopadu 2011 | 10. září 2011 | 24. listopadu 2012 |

## Obsazení
Bridgit Mendler, Jason Dolley, Bradley Steven Perry, Mia Talerico, Leigh Allyn Baker a Eric Allan Kramer účinkovali ve všech dílech.

## Díly
| Č. v seriálu | Č. v řadě | Originální název                   | Český název                  | Premiéra v USA     | Premiéra v ČR      |
| --- | --------- | ---------------------------------- | ---------------------------- | ------------------ | ------------------ |
| 27 | 1         | Charlie is 2                       | Druhé narozeniny             | 20. února 2011     | 1. října 2011      |
| Charlie slaví své druhé narozeniny a celá rodina chce, aby si je pamatovala po celý svůj život. Boba napadne dát Charlie poníka, který ovšem nechodí. Charlieina láska ke "Gurgles" (populární dětské TV show) dává Teddy nápad koupit lístky na jejich další koncert. Ale k jejímu zděšení je koncert vyprodán dříve, než má možnost získat vstupenky. Zkusí získat lístky tím, že se zúčastní videosoutěže, ale nic není platné. Mezitím se PJ snaží prodat jednu ze svých písní jednomu z "Gurgles". Jako výsledek všichni skončí ve vězení, ale kupodivu jeden z "Gurgles" si poslechne jednu z písní od PJe na koncertě "Gurgles". Prodá píseň a vydělané peníze použije k tomu, aby dostal Duncanovi z vězení. Hostující hvězdy: Suzanne Krull jako kontrolní úřednice zvířat, Christoper Darga jako stan, Bari Willerford jako policista, Regi Davis jako ochranka, Brendan Patrick Connor jako ochranka 2, Martin Chow jako doktor, Elijah Ebe jako dítě. |           |                                    |                              |                    |                    |
| 28 | 2         | Something's Fishy                  | Bez práce nejsou koláče      | 27. února 2011     | 8. října 2011      |
| Bob zabaví Teddy mobilní telefon poté, když zjistí že Teddy přesáhla SMS limit a bude ho muset zaplatit.Uhradí ho tím že bude pracovat na dětské párty v převlečení chobotnice.Mezitím, PJ nadále používá Charlie jako magnet na dívky, ale jeho plán selže,když jeho nová přítelkyně, Kayla, má zájem pouze o Charlie a Amy cvičí videohru-tenis aby porazila Gaba. Hostující hvězdy: Jack Plotnick jako Otto, Skyler Day jako Kayla a Raymond Ochoa jako Augie. |           |                                    |                              |                    |                    |
| 29 | 3         | Let's Potty                        | Nočník                       | 6. března 2011     | 24. září 2011      |
| Bob a Amy se snaží naučit Charlie chodit na nočník, aby mohla do školky. Jenže když Bob ukazuje Charlie velký záchod a chvíli se nedivá, Charlie hodí do záchodu různé hračky a záchod ucpe. Bob to bude muset instalatérsky opravit. Bohužel Bob udělá praskliny v potrubí, voda začne vystřikovat a poničí pojistky, což vede k výpadku dodávky elektrické energie. Teddy Ivy pomáhá připravit se na svůj první on-line chat s Raymondem, který se jí velmi líbí. Hostující hvězdy: Raven Godwinn jako Iva Wentzová, Patricia Belcher jako paní Dubneyová, Daniel Curtis Lee jako Raymond, Mary Passeri jako Sondra. |           |                                    |                              |                    |                    |
| 30 | 4         | Appy Days                          | Lež má krátké nohy           | 13. března 2011    | 13. října 2011     |
| Teddy a Ivy použijí trik falešné hovorové aplikace na své maminky což jim umožní jít na seniorskou párty.Jejich plán selže, když to jejich matky zjistí od Gaba.Mezitím PJ musí splnit pro Boba jeho práci protože ho pokousal pavouk a je na ně alergický. |           |                                    |                              |                    |                    |
| 31 | 5         | Duncan vs. Duncan                  | Duncanová vs. Duncan         | 20. března 2011    | 10. září 2011      |
| Bob dělá zakázku pro velmi pěkný hotel a nechají ho, aby s Amy zůstali v tomto hotelu v romantickém apartmá na jednu noc zdarma. Vše je skvělé až do doby, kdy se Amy dostane do sporu s prodavačkami v supermarketu a Bob neudělá vůbec nic. Takže jsou na sebe oba naštvané a nemluví spolu. Teddy a PJ mají v plánu uspořádat večírek, ale když zjistí, že Amy a Bob jsou na sebe pořád naštvaní, snaží se mít tichou párty..Však rodiče na to přijdou a děti potrestají tak, že před všemi účastníky párty začnou tančit. Gabe je přemluven a jde na ples s Jo. Hostující hvězdy: Lane Davies jako pan Krump, Lee Garlington jako paní Krumpová, G. Hannelius jako Jo, Micah Williams jako Emmett. |           |                                    |                              |                    |                    |
| 32 | 6         | L.A.R.P. in the Park               | L.A.R.P. v parku             | 27. března 2011    | 5. listopadu 2011  |
| Teddy se zamiluje do kluka jménem Evan,Teddy se dozví že má zájem o Pokémony,fantastická karetní hra pro kluky,jako je Gabe.Mezitím Charlie bouchne Amy do očí a předstírá,že musí zůstat v nemocnici déle,takže se nemusí starat o děti.Mezitím Bob zapomene v projevu poděkovat Amy poté co vyhrál deratizérskou cenu roku takže PJ se pokusí video doma předělat aby to vypadalo že ji poděkoval. Hostující hvězdy: Matt Prokop jako Evan, Calum Worthy jako Lewis a Tim Russ jako Dr. Meijer |           |                                    |                              |                    |                    |
| 33 | 7         | Battle of the Bands                | Souboj kapel                 | 3. dubna 2011      | 15. listopadu 2011 |
| Teddy a Skyler soutěží s PJem,Emmettem a Spencerem v ročním boji o soutěž skupin v obchoďáku.Teddy pak zjistí,že Skyler a PJ spolu chodí a ani jeden z nich nechtějí hrát v soutěži.Mezitím Bob požaduje aby Gabe vrátil dárek zpět bohatému chlapci ve své třídě.Když Bob jede k chlapci domů vrátit dárek,se vrací na jeho slova a spřátelí se s otcem chlapce.Také Amy si přivlastňuje zásluhy za obraz který nakreslila Charlie poté, co její učitel umění říká, že nemá talent. Hostující hvězdy: Don McManus jako Bruce, Mo Gaffney jako Val, Kel Mitchell jako M.C. a Matthew Glen Johnson jako Lucas |           |                                    |                              |                    |                    |
| 34 | 8         | The Singin' Dancin' Duncans        | Soutěž talentů               | 10. dubna 2011     | 10. září 2011      |
| Amy přesvědčí rodinu, aby se zúčastnili benefice pro její nemocnici, kde může porazit svoji dlouholetou rivalku, Fran Culpepperovou. Když členové rodiny předvedou nespolupráci při nácviku tanečních kroků, Amy najme náhradníky, kteří za ně budou tančit na soutěži kromě Charlie. Kluk ze třídy Lynette nepozve Teddy na večírek, ale pozve Ivy. Později se zjistí, že Ivy se všemožně vymlouvá, aby na večírek jít nemusela. Gabe a Pj prodávají staré krámy na internetu za účelem vydělání peněz. Hostující hvězdy: Raven Goodwin jako Ivy Wentzová, Shane Harper jako Spencer Walsh, Daniel Curtis Lee jako Raymond, Doug Hanley jako Walter, Phil Abrams jako Mr. Piper, Devika Parikh jako Fran Cupepper a Tabitha Morella jako Lynette, Cameron Boyce jako falešný Gabe, Kim Valentine jako falešná Amy . |           |                                    |                              |                    |                    |
| 35 | 9         | Teddy's Bear                       | Máma tygřice                 | 17. dubna 2011     | 10. prosince 2011  |
| Teddyin učitel, pan Piper, neprávem označí její test špatně a odmítá ho sám opravit,Teddy z frustrace zlomi učiteli tužku.Věci se ještě zhorší, když Amy("Máma tygřice")vezme věci do svých rukou.Mezitím Bob vezme Charlie do baletní školy.Gabe pomáhá Pjje připravit na rozhovor se starým přítelem Skyler(který je kapitánem zápasnického týmu).Kvůli tomu že ji píše SMS. Hostující hvězdy: Phil Abrams jako Mr. Piper, Valorie Hubbard jako Miss Donna a Vernee Watson jako Principal Hibbert |           |                                    |                              |                    |                    |
| 36 | 10        | Meet the parents                   | Seznámení s rodiči           | 1. května 2011     | 31. prosince 2011  |
| Teddy a PJ předstírají že jsou Gabeovi rodiče aby se mohli setkat s učitelkou Gaba paní Monroevou.Všechno jde hladce, dokud paní Monroevá nenachytá Teddy na rande s novým přítelem Derekem.Mezitím PJ a Skyler jdou na první oficiální rande.Amy postaví nový hrad pro Charlie bez pomoci Boba. |           |                                    |                              |                    |                    |
| 37 | 11        | Gabe's 12-1/2 Birthday             | Gabeovi poloviční narozeniny | 8. května 2011     | 7. ledna 2012      |
| Amy a Bob mají za to že by měli udělat Gabeovi opožděné 12½ narozeniny poté co bude celý týden slušný.Bohužel Gabeova párty připadá na stejný den kdy je velká vánice.Mezitím si Ivy a Teddy dostanou do sporu kvůli tomu že se Ivy nelíbí Teddyin její nový přítel Derek, který způsobí rozpor v jejich přátelství.Jdou k sobě domů řešit své spory, ve stejný den kdy je sněhová bouře.Teddy je zešílená z rodičů Ivy a Ivy má skvělou možnost oslavit Gabeovi 12½ narozeniny.Mezitím PJ pomůže Bobovi shodit pár kil. |           |                                    |                              |                    |                    |
| 38 | 12        | The Break Up                       | Rozchod                      | 15. května 2011    | 28. ledna 2012     |
| Teddy se rozhodne rozejít se s Derekem, ale je těžké to udělat, kvůli němu neustále dělá pěkné věci pro něho.Mezitím se Amy stává Gabeovým novým hokejovým trenérem a zraní se při cvičení.PJ zjistí, že dostává menší mzdu než je minimum a dostává rady od Boba o tom, co by měl udělat, připravuje stávku s ostatními zaměstnanci Kwikki Chikki. |           |                                    |                              |                    |                    |
| 39 | 13        | Charlie Shakes It Up               | Na parket, Charlie           | 5. června 2011     | 14. ledna 2012     |
| Teddy,Amy a Charlie plánují cestu do Chicaga, aby navštívili svou bohatou pratetu Nell, zmýlí se a místo toho jsou sestry Duncanovi, slavné hip-hopové tanečnice které jsou přijaté do tanečního studia Na parket, Chicago.Amy předstírá, že ona, Teddy a Charlie jsou sestry Duncanovi aby si mohla Amy splnit sen účinkovat v televizi, ale protože neví, jak mají tancovat, požádají o pomoc tanečnice Cece a Rocky.Doma Gabe a PJ vyklízejí půdu plnou věcí a uspořádají výprodej v naději, že získají peníze ale prodají kočku na sušenky paní Dabneyové v které je 500 dolarů.Bob je posedlí televizním seriálem "Higgins a Zork". Speciální hostující hvězdy: Bella Thorne jako CeCe Jones, Zendaya jako Rocky Blue, Davis Cleveland jako Flynn Jones a Adam Irigoyen jako Deuce Martinez Hostující hvězdy: R. Brandon Johnson jako Gary Wilde |           |                                    |                              |                    |                    |
| 40 | 14        | Baby's New Shoes                   | Nové botičky                 | 12. června 2011    | 11. února 2012     |
| Teddy využívá Gabe a jeho přítele Jake, aby se podívali na film s hodnocením PG-13, a tak mohou vyhrát stáž u zpravodajské stanice. Mezitím Amy koupí pár bot s podpatky, které stojí 400 dolarů, aby mohla jít na večírek. Když je odloží, Charlie se dostane k botám a zničí je. PJ se snaží změnit svůj účes. Hostující hvězdy: Graham Patrick Martin jako Dustin Reese, Jared Kusnitz jako Grant, Patricia Forte jako Lydia, Carla Jeffery jako Jean a Brennan Murray jako Richard |           |                                    |                              |                    |                    |
| 41 | 15        | Bye Bye Video Diary                | Konec videodeníčku           | 19. června 2011    | 25. února 2012     |
| Jak Teddy umývá nádobí, Charlie vloží její laptop do myčky na nádobí.Amy ho najde v pračce, to znamená že všechny videa z videodeníčku byly odstraněny.Amy a Teddy zůstanou celou noc vzhůru, aby videodeníček dali dopořádku.Nicméně, když PJ přijde zpět z vysoké školy Kwikki Chikki, mu oznámí, že Teddy omylem vzala jeho laptop, což znamená, že PJův notebook byl zajat v myčce na nádobí.Mezitím, protože PJ chce jít na vysokou školu, Gabe převezme jeho místo.Ale když sleduje horor, je vyděšený a odmítá nechat Charlie spát ve svém pokoji. |           |                                    |                              |                    |                    |
| 42 | 16        | Monkey Business                    | Opičárny                     | 26. června 2011    | 3. března 2012     |
| Když Gabe chce jít na super dobrodružný ostrov a Bob tvrdí, že ne, protože je to drahé, Gabe vymyslí žert s falešnou vítěznou sázkou do loterie.Ale žert zachází příliš daleko, když Amy ukončí svou práci, protože jsou bohatá rodina.Mezitím Teddy hlídá dceru nového souseda,DeeDee, a zároveň vycpanou opici, pro Charlie, se později ztratí drahé náušnice.Teddy a Ivy předpokládají, že spadla z ušního lalůčku do opice.Berou Charliinu vycpanou opici ale zníčí ji při hledání náušnice, ale ta tam není.Teddy odhadne že náušnice jsou v jiné opici, a tak přejde do sousedova domu, získá opici, ale neví, že je nahrávána na video.Také táta Skyler začne špehovat PJe, aby zjistil, jestli je ten pravý pro ni. Hostující hvězdy: Raven Goodwin jako Ivy, Samantha Boscarino jako Skyler, Lee Arenberg jako Nick, Skyler's fake father, Brooke Dillman jako Karen, Ericka Kreutz jako Debbie, Clio a Nora Lindke jako Deedee                          |           |                                    |                              |                    |                    |
| 43 | 17        | PJ in the City                     | PJ ve městě                  | 10. července 2011  | 15. března 2012    |
| Skyler se stěhuje do New Yorku ale PJovi to neříká aby ušetříla jeho pocity.PJ pak jede za ní do New Yorku, ale Bob jde po něm.Mezitím se Teddy rozhodne udělat ve škole dobrý obraz, a tak vydělává peníze na oblečení, když dostane práci v obchodě na pláži, kde Spencer pracuje.Mezitím Amy zasahuje do milostného života Gabe. |           |                                    |                              |                    |                    |
| 44 | 18        | Sun Show, Part 1                   | Havaj část 1                 | 24. července 2011  | 21. dubna 2012     |
| Duncanovi jdou na dovolenou na Havaj na oslavu 20. výročí svatby Boba a Amy. Poté, co vstoupí Amy na posvátní půdu je ona i celá rodina prokletá. Amy tomu odmítá uvěřit až do té doby, co je uvězněná ve výtahu se ženou s klaustrofobií. Brzy po té je Teddy zraněná na lekci surfování, PJ a Gabe jsou na vyhlídkovém letu, během kterého pilot usne, Bob dostane zásah golfovým míčem a Charlie se ztratí. Mezitím se musí Bob účastnit dlouhého semináře. Hostující hvězdy: Booboo Stewart jako Kai, instruktor surfování Poznámka: Později byly v USA oba díly spojeny a opakovány jako hodinový speciál |           |                                    |                              |                    |                    |
| 45 | 19        | Sun Show, Part 2                   | Havaj část 2                 | 31. července 2011  | 28. dubna 2012     |
| Duncanovi si pořád myslí že jsou prokletí. Poté, co Amy přijde několikrát do kontaktu s plumériem má vážnou alergickou reakci. Teddy konečně najde Charlie, která se zapletla ke skupince dětí. Bob žádá Teddy aby s ním šla na seminář a předstírala, že je Amy. Poté, co Gabe prosil Boha aby přežili let letadlem, během kterého pilot usnul, a vyplnilo se to, Gabe chce udělat dobrý skutek a tak chce naučil PJe postavit se čelem ke svým strachům. Hostující hvězdy: Booboo Stewart jako Kai, instruktor surfování Poznámka: Tento díl měl v USA premiéru na internetové stránce DisneyChannel.com, hned po Sun Show Part 1, tedy 24. července 2011. |           |                                    |                              |                    |                    |
| 46 | 20        | Amazing Gracie                     | Teddy má auto                | 7. srpna 2011      | 26. května 2012    |
| Teddy chce koupit nové ojeté auto. Vynikající nabídka přichází když nutí Mary Lou Wentzová svého manžela Harryho Wentze aby prodal jejich staré auto, kterému říká Gracie, protože zabírá příliš mnoho místa v garáži. Teddy auto kupuje no při cestě domu ho nechtěně zničí. Mezitím je Amy naštvaná že Charlie nedělala žádné scény, když šla poprvé do školky. Proto jí udělá den Mámy a Chalie, při kterém se sblíží a tak Amy doufá že na druhé ráno za ní bude Charlie plakat. Gabe a PJ se snaží najít Bobovi kamaráda aby s ním oni nemuseli jet na každoroční rybářský slet. Hostující hvězdy: Raven Goodwin jako Ivy Wentzová, Ellia English jako Mary Lou Wentzová, William Allen Young jako Harry Wentz |           |                                    |                              |                    |                    |
| 47 | 21        | Termite Queen                      | Termití Královna             | 21. srpna 2011     | 2. června 2012     |
| Tedy jde s Bobem na konferenci deratizérů v naději, že si jí za to Bob natolik oblíbí, že jí koupí nové auto. Mezitím se snaží Gabe a Jake natočit film s příšerou s Charlie v hlavní role. PJův přítel Gravy z Kwikki Chikki univerzity přichází do města a žádá PJe, zda by mohl chvíli pobýt u Duncanových. Amy to povoluje no brzy jí začnou vadit Gravyho divné návyky. |           |                                    |                              |                    |                    |
| 48 | 22        | The Bob Duncan Experience          | Kapela Boba Duncana          | 28. srpna 2011     | 23. června 2012    |
| Po náhodném zničení jedné a jediné nahrávce Bobovi staré kapely se PJ rozhodne dát opět dohromady Bob Duncan Experience. PJ zjistí jaká byl pravý důvod proč se kapela rozpadla. Mezitím Emmett Tedy připomíná, že na základní škole mu slíbila rande. Proto se Teddy rozhodne dát ho dohromady s novou holkou ve škole Alicii. Gabe a jeho přítel Leo mezitím prodávají limonádu no neshodnou se a tak se rozdělí a stávají se konkurenty. Hostující hvězdy: Kiersey Clemons jako Alicia, Rico Rodriguez jako Leo |           |                                    |                              |                    |                    |
| 49 | 23        | Ditch Day                          | Za Školou                    | 11. září 2011      | 30. června 2012    |
| Když Teddy zjišťuje, že má ve škole pověst slušnačky, rozhodne se jít s Ivy za školu. Teddy je ale nervózní, protože se nikdy neulejvala. Mezitím se snaží PJ udělat šaty pro Charlie. Gabe se cítí hrozně protože objevil starou milostnou báseň pro Amy ze střední školy. Netušil ale, že není od tátu ale od Bob Diddlebocka. To vede k hádce manželů. Nakonec Bob napíše Amy milostnou báseň a tak se usmíří. |           |                                    |                              |                    |                    |
| 50 | 24        | Alley Oops                         | Výhra není všechno           | 25. září 2011      | 14. července 2012  |
| Mary Lou Wentzová vyhraje konkurz na zpívání národní hymny na basketbalovém turnaji ale Teddy je nucená propůjčit jí svůj hlas, protože Mary Lou musí zpívat na playback, jelikož dostala na poslední chvíli trému. Mezitím se Amy přihlásí na sociální síť, ale je naštvaná, protože její děti nepotvrdili její žádost o přátelství. Bob se snaží vyhrát bowlingový turnaj, no když uvízne Gabeovi ruka v stroji na hračky, k vítězství používá Charlie. |           |                                    |                              |                    |                    |
| 51 | 25        | Scary Had A Little Lamb            | Halloween                    | 9. října 2011      | 29. října 2011     |
| Je Halloween a Charlie dostane strach,Teddy se rozhodne dát ji ochutnat její vlastní medecíny.Mezitím Gabe souhlasí s tím ochranit dům paní Dabneyové před teenagery,ale když zdemoluje její dům,Gabe musí dělat to co mu řekne.Také PJ se stává duchem,protože jeho nová přítelkyně se jmenuje Zoe.Bob a Amy si vymění šaty jako každý jiný na Halloween. |           |                                    |                              |                    |                    |
| 52 | 26        | Return to Super Adventure Land     | Návrat do země dobrodružství | 23. října 2011     | 21. července 2012  |
| Duncanovi si udělají rodinný výlet do Země dobrodružství. Gabeovi a Amy je tady následně nabídnuta ponuka zahrát si v reklamě. Amy je však naštvaná, protože většinu replik v scénáři má Gabe. Rozhodne se tak scénář přepsat. Emmett nabízí Teddy práci v Zemi dobrodružství, aby si vydělala na nové auto. Až poté Teddy zjišťuje, že bude hrát v představení princezna a žabák a právě Emmett hraje žabáka. Bob zjišťuje že je PJ nadaný na vaření. |           |                                    |                              |                    |                    |
| 53 | 27        | Can You Keep a Secret?             | Umíš udržet tajemství?       | 6. listopadu 2011  | 18. srpna 2012     |
| Vzhledem k tomu, že Emmet opustil práci v Zemi dobrodružství jako žába, nahrazuje ho Spencer. Teddy má ale obavy z polibku. Mezitím PJ zjišťuje, že se Bob v den jeho narození spletl a na jeho rodném listu nestojí "PJ Duncan" ale "PP Duncan". Gabe nemůže najít narozeninový dárek pro PJe. |           |                                    |                              |                    |                    |
| 54 | 28        | Story Time                         | Spisovatelky                 | 13. listopadu 2011 | 25. srpna 2012     |
| Když berou Teddy a Amy Charlie do knihovny, potkávají knihovnici Candice, která se stěžuje na to, že dnešní knížky už jsou nudné a byla by ráda kdyby se objevili nějací nový kvalitní autoři. To přivede Teddy a Amy k tomu aby napsali vlastní příběh pro děti. Obě však chtějí být lepší než ta druhá a tak začnou soutěžit o to, který příběh děti více zaujme. PJ mezitím nosí kuře novomanželské dvojici, kteří mají problémy a tak se stává zároveň i jejich poradcem. Bob jde na kariérní den u Gabea ve škole. |           |                                    |                              |                    |                    |
| 55 | 29        | It's a Charlie Duncan Thanksgiving | Den Díkuvzdání               | 20. listopadu 2011 | 11. září 2012      |
| Frank, Bobův otec přichází k Duncanovýcm na díkuvzdání. Začíná si románek s čerstvě rozvedenou paní Dabneyovou, což děsí Boba a Gabea. Mezitím PJ, který má vášeň pro vaření chce tajně upéct krocana místo Amy. Teddy a Ivy stojí zatím ve frontě u obchodu s elektrotechnikou, jelikož touží po novém MyTabu (napodobenina iPadu), který je ve výprodeji. Hostující hvězdy: Raven Godwinn jako Iva Wentzová, Alan Rachins jako Frank Duncan, Bobův otec |           |                                    |                              |                    |                    |
| 56 | 30        | Teddy on Ice                       | Teddy na ledě                | 27. listopadu 2011 | 24. listopadu 2012 |
| Ivy zve Teddy na jezero. Řekne jí, že je to hezký domeček na jezeru, no když tam i s rodiči Ivy přicházejí, Teddy na její zděšení zjišťuje že je to malá chatka, a je doslova na zamrzlém jezeře. Mezitím řekla Charlie ve školce ošklivé slovo a tak se snaží Amy a Bob vypátrat, od koho to má. Paní Dabneyová přichází v krizi k Duncanovým. Jelikož se jí rozbil televizní přijímač potřebuje sledovat její telenovelu "Smutkové ze zítřka" u nich. Když to PJ a Gabe sledují s ní, jsou doslova uchváceni dějem. Nakonec se ukazuje, že ošklivé slovo měla Charlie od samotné Amy, která ho nechtěně použila. Hostující hvězdy: Raven Goodwin jako Ivy Wentzová, Ellia English jako Mary Lou Wentzová, William Allen Young jako Harry Wentz |           |                                    |                              |                    |                    |